# 楊景鍾
楊景鍾（音譯，1920年3月3日 – 1992年4月7日），朝鮮裔軍人。第二次世界大戰中，他曾經服役於日本陸軍、蘇聯紅軍以及德國陸軍。然而，其事蹟是否真實還存在爭議。

## 生平
1920年3月3日生於日治時期的朝鮮。1938年，18歲的楊景鍾應召入伍大日本帝國陸軍，編入在滿洲國的日本關東軍。諾門罕戰役時，蘇聯紅軍將之俘虜，送往古拉格進行勞改。1941年由於蘇德戰爭而急需動員投入戰事，在人力短缺下，1942年，他與其他幾千名古拉格的囚犯被迫加入蘇聯紅軍，並投入東部戰線的戰場。
1943年第三次哈爾科夫戰役時，他在烏克蘭遭德軍所俘虜，而後被迫加入德軍並送往德佔法國，編入了當時主要由蘇聯戰俘組成的東方營。東方營的營區位於諾曼第地區的科唐坦半島，靠近猶他海灘。1944年6月諾曼第登陸，盟軍佔領法國北方後，楊景鍾為美軍空降部隊所俘虏。美軍起初以為他是身穿德軍制服的日本人，並將他送往英國的戰俘營。當時美軍第101空降師隸屬的506空降步兵團中尉羅伯特·鮑勃·布魯爾報導了他的部隊在猶他海灘登陸後，俘虜到四個身穿德軍制服的亞洲人，一開始沒有人能夠跟他們溝通。隨後楊景鍾遣送至英國的戰俘營。二戰結束後，他獲釋並定居美國伊利諾州，直到1992年過世。

## 爭議
2005年12月，韓國SBS電視台播放了一個紀錄片，介紹在二戰中被盟軍俘虜的德軍中有亞洲人的存在。儘管確實有亞洲人擔任德軍的事實，但並沒有足夠的證據顯示裡面有個名為楊景鍾的亞洲人。